# زرگر (گرمی)
زرگریا (دیک داش) یکی از روستاهای استان اردبیل است که در شهرستان گرمی واقع شده‌است.
از جاذبه‌های دیدنی آن می‌توان به قزل قایا و قاطر قلعه‌سی اشاره کرد. این روستا در ۳۰ کیلومتری شهر گرمی و حد فاصل شهر رضی و شهرستان گرمی است.